# Gunn-Rita Dahle
Gunn-Rita Dahle Flesjå, född 10 februari 1973 i Stavanger, är en norsk mountainbikecyklist. 
Hon vann olympiskt guld i mountainbike i OS i Aten, 2004. Gunn-Rita Dahle är åttafaldig världsmästare i mountainbike och har också vunnit sex europeiska mästerskap. Hon har också vunnit världscupen fyra gånger.
Gunn-Rita Dahle fick Aftenpostens guldmedalj 2004 efter sitt OS-guld.